# 燕尾服

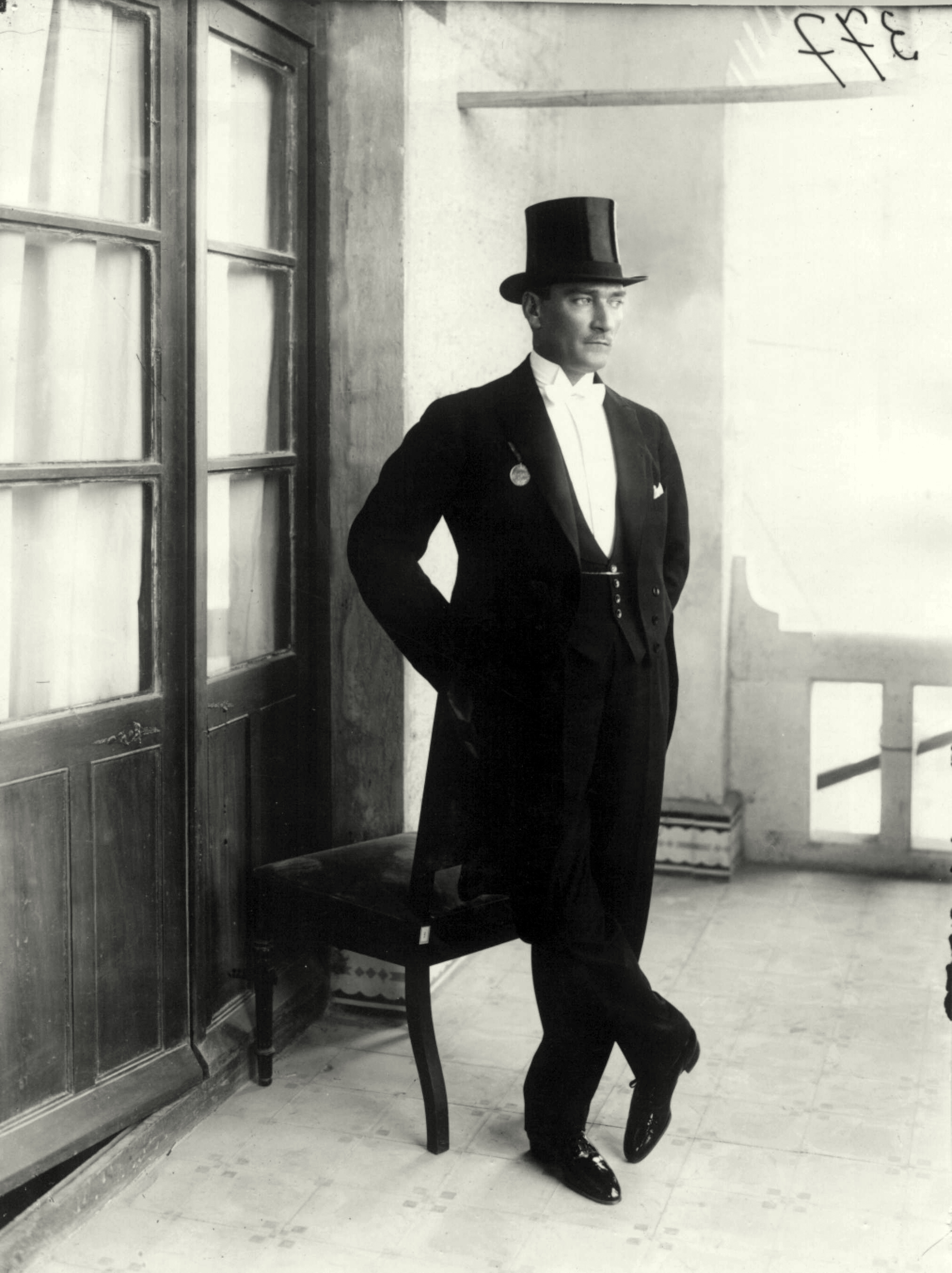
身著燕尾服的穆斯塔法·凱末爾（1925年）

燕尾服（英語：tailcoat）廣義上是一種前襬裁至腰部，後襬較長（一般到膝後）的外套，因後擺開叉如燕尾而被稱作燕尾服。這種服裝原本是應騎馬者穿著長衣時更易騎行的需求產生的，但後來演變為正式服裝。英語中“tailcoat”一詞原本指所有後擺長於前擺的外套（包括早禮服），但這個詞語在大多數時間指代晚間在正式場合與白領結搭配穿著的燕尾服。

## 類型

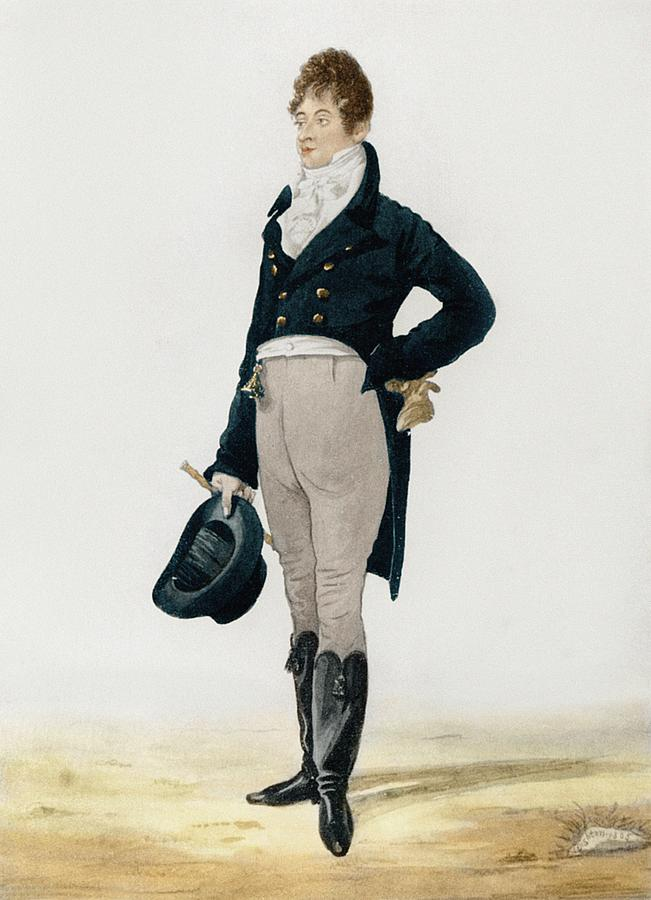
博·布魯梅爾身著早期燕尾服，該服裝當時在白天穿著

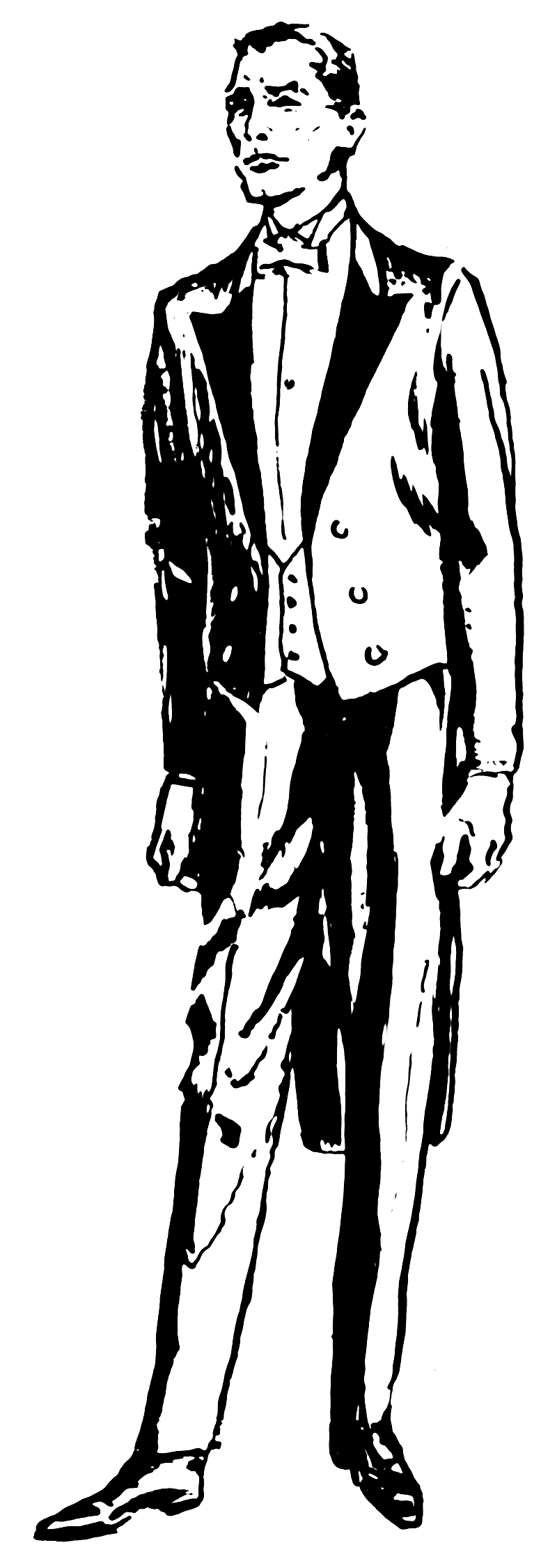
20世紀中期的燕尾服，後擺過膝

### 燕尾服 (狹義)
狹義上的燕尾服（英語中也稱dress coat或swallow-tail）由19世紀中期以前在晝夜均可穿著的有尾外套演變而來，自1850年代起已成為僅在晚間穿著的男士服裝，是白領結着装守则的重要部分。
燕尾服從1790年代後期即開始逐步受歡迎，在英国摄政时期尤為流行，1830年代至1850年代也風行於美國。用作白天正裝的有尾外套則在19世紀50年代被雙排扣長禮服取代，後來其白晝正裝的地位又於20世紀被早禮服取代。在攝政時期，帶有鍍金鈕釦的燕尾服總是與顏色反差大的長褲和馬褲搭配，而現時的燕尾服自维多利亚时代起開始與相同面料及色彩的長褲搭配，褲腿兩側各有兩條絲緞飾帶。
燕尾服的前部和兩側邊緣與腰平齊，後襬則延伸至膝蓋以下，襯裡有時包含放置手套的口袋。19世紀40年代前的燕尾服設有扁平的側衣兜，而其後這一設計被取消。20世紀早期開始，燕尾服胸口處開始出現放置方巾的口袋，此前燕尾服外側並沒有任何口袋。燕尾服前部的下襬裁剪成直角，與早禮服平滑線型下襬的設計不同。19世紀30年代起，燕尾服上開始出現腰縫，以達到收腰的視覺效果。燕尾服的翻領以色丁和羅緞為面料，並採用尖領。從19世紀70年代開始，燕尾服的門襟不再容許扣上，只得敞開，燕尾服兩側的釦子因此只作為裝飾。
作為白領結著裝規則的一部份，黑色或藍黑色的燕尾服與帶有上漿胸前貼布、可拆卸翼領、需袖扣連接的單袖頭的白色襯衫，以及相配的白色領結、白色背心，黑色長褲，黑色漆皮宮廷鞋與黑色絲襪。

### 早禮服

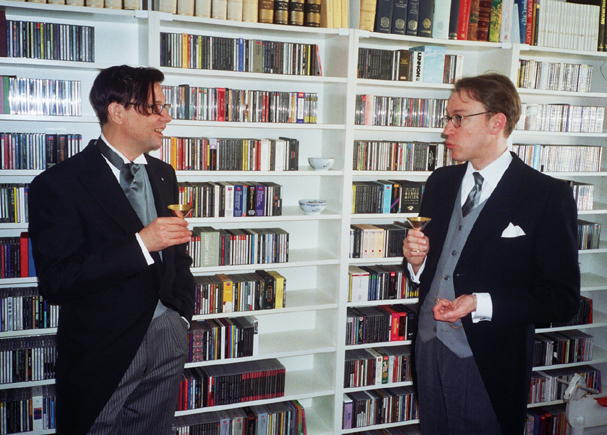
兩名身著早禮服的瑞典男士（2006年）

早禮服外套（英語：morning coat）為現存的另一種後擺長於前擺的外套，其名稱起源於19世紀紳士於早間進行的马术運動。早禮服最初被視為非正式服裝，後來逐漸被認同為替代長外套的日間正式服裝。從19世紀開始，早禮服一般只出現於婚禮、正式洗禮，以及皇家雅士谷賽馬和葉森德比大賽等場合，在馬賽時會與淺色（如淺灰色）背心搭配。早禮服亦常作為正式午餐會上的男士著裝。日本內閣改組后首次公開亮相時，男性成員都身著早禮服，而日本內閣總理大臣覲見天皇時同樣身穿早禮服。
早禮服的外套採用單排扣，前部僅扣中間的一個釦子，下襬平滑地向後形成尾狀。此種外套在出現之初，翻領為鈍領，後來由於只在正式場合穿著而改用尖領。早禮服外套的顏色可以是灰色或黑色，常與帶條紋或方格圖案的長褲搭配。

### 馬術外套
馬術運動中有時亦會出現一種稱為shadbelly的帶尾外套，這種外套由18世紀的燕尾服演化而來。

## 用於軍服

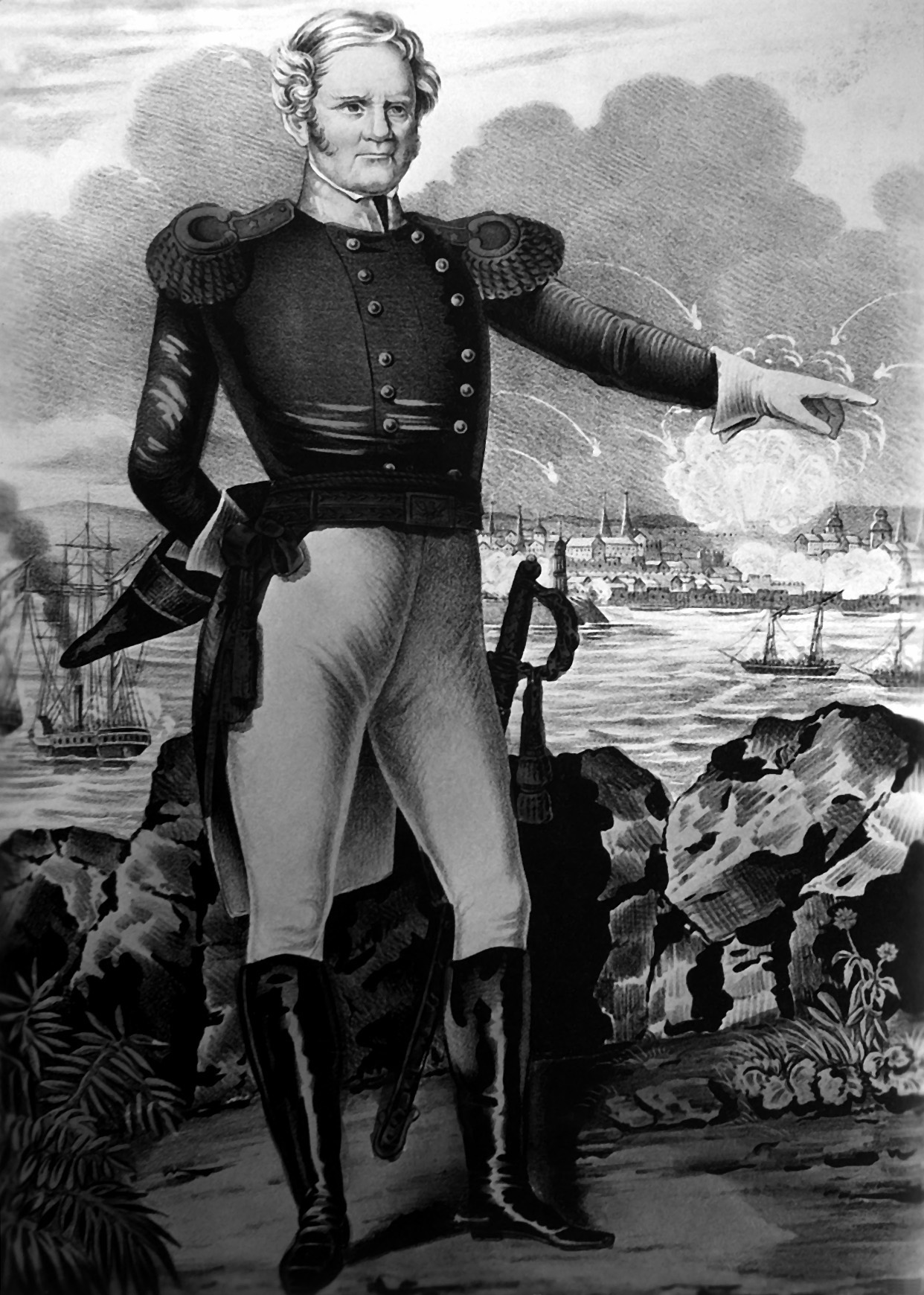
身著燕尾軍服的温菲尔德·斯科特

18世紀90年代至克里米亚战争後的时间內，英國陸軍的軍服上衣為紅色燕尾服。而由於偽裝及行動便利的需要，輕裝步兵的軍服為綠色的短上衣。
1812年战争期間，美軍士兵的軍服與當時英軍制服相似，但顏色為深藍色，這種制服使用至1833年。而軍官在美墨戰爭結束前仍以燕尾服為制服，其後雙排扣長外套成為軍官的標準制服。